# ブレーメン・ターラー

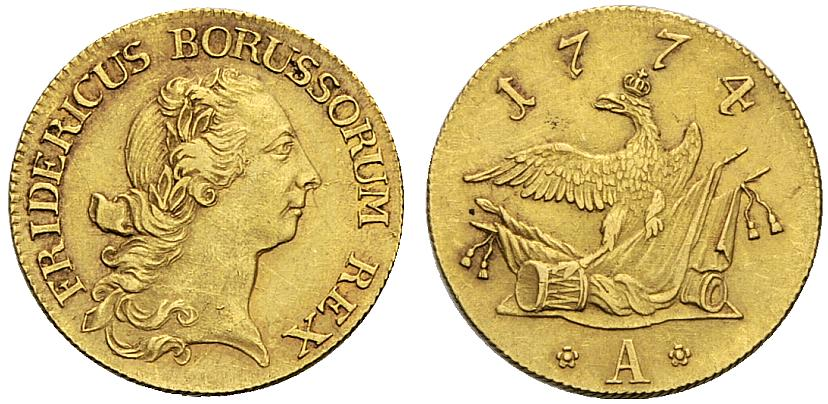
ブレーメンはフリードリヒ・ドール金のピストル１個を5ターラーで取引されていた。

ブレーメン・ターラー（ドイツ語：Thaler Bremen）は、自由ハンザ都市ブレーメンで取引されていた通貨で、1873年にドイツが金マルクを採用するまで使用されていた。1ターラー＝72グローテ、１グローテ＝5シュヴァーレンという割合になっていた。初期の1750年以前までは北ドイツ・ターラーと同一だったが、1750年代から1873年まで、他の州がコンベンションスターラーに移行した後も、1フリードリヒ・ドール金のピストル＝5ターラーの金本位制を採用していた通貨だった。

## 北ドイツ・ターラー金貨
1690年のライプツィヒ通貨基準の導入後、北ドイツの多くの州はラインハルターラー通貨を1/12ケルンマルクまたは、純銀19.488グラムと定義した。しかし、18世紀半ばに、金銀価格比率が低下し（1726年以降のフランスでは14.5グラム）、多くの州がより安価なターラー金貨で通貨を発行するようになった。
1730年代、2.5036グラムのフローリン金貨が2ターラーと評価されており、したがってターラー金貨は1.2518グラムの金、またはフランスの金比率14.5（銀ターラー当たり19.488グラム）で18.15グラムの銀となった。1741年、フリードリッヒ２世は6グラムの純金フリードリッヒ・ドールを導入し、5ターラーの価値があった。ターラーー金貨はより安価になり、1.2グラムの金、または17.4グラムの銀となった。
この非公式のターラー金貨を使用した本位制は1754年以降、北ドイツのほとんどでコンベンションターラーを使用した本位制に置き換えられ、1ケルンマルク当たりの銀は13 1/3ターラーまたは17.5392グラムに回復した。しかし、ブレーメンだけが1871年のドイツ統一まで、ターラー金貨を使用した本位制を維持していた。

## ブレーメン・ターラー金貨
1740年にターラー金貨が登場すると、ブレーメンはターラーの基準を1/3ラインハルターラーの貴金属貨幣またはケルンマルクの2/27に引き下げたが、この基準で通貨を発行することはなかった。一方、フランスと北ドイツの金ピストルは簡単に入手可能で、品質と価値が安定していた。したがって、ブレーメンは6.0グラムのピストン＝5ターレ金貨の金本位制を採用し、他の北ドイツの州がコンベンションターラーに切り替えた後も1873年まで維持した。
1863年、ブレーメンは10グラムの純金を含むドイツ金クローネを8.4ターラーで評価し、1ターラー当たり14/21グラムの純金が含まれていた。1873年、ターラーは金マルクに置き換えられた。金マルクも1グラムが2.79マルクで金に固定されているため、厳密な換算が行われ、1ターラーは3 9/28マルクに相当した。

## ブレーメン・ターラーの種類
| 表面 | 裏面 | 表面の説明 | 裏面の説明 | 発行年 | 重さ    |
| ---- | ---- | --- | --- | ------ | ------- |
|      |      | ブレーメンの紋章と円形碑文 「FREIE HANSESTADT BREMEN / EIN THALER GOLD（自由ハンザ都市ブレーメン／1ターラー金貨）」 | オークの枝の花輪とハンザ同盟の十字架に「ZUR 50JÄHRIGER JUBELFEIER DER BEFREIUNG DEUTSCHLANDS 1863（1863年ドイツ解放50周年に際して）」の碑文                       | 1863年 | 17.539g |
|      |      | ブレーメンの紋章と円形碑文 「FREIE HANSESTADT BREMEN / EIN THALER GOLD（自由ハンザ都市ブレーメン／1ターラー金貨）」 | オークの枝の花輪とハンザ同盟の十字架に「ZWEITES DEUTSCHES BUNDES- SCHIESSEN IN BREMEN 1865（1865年ブレーメンにおける第2回ドイツ連邦射撃競技会）」の碑文           | 1865年 | 17.539g |
|      |      | ブレーメンの紋章と円形碑文 「FREIE HANSESTADT BREMEN / EIN THALER GOLD（自由ハンザ都市ブレーメン／1ターラー金貨）」 | オークの枝の花輪とハンザ同盟の十字架に「ZUR ERINNERUNG AN DEN GLORREICH ERKÄMPFTEN FRIEDEN VOM 10 MAI 1871（1871年5月10日の輝かしい平和の勝利を記念して）」の碑文 | 1871年 | 17.539g |